# Cernusco sul Naviglio
Cernusco sul Naviglio és un municipi italià, situat a la regió de la Llombardia i a la ciutat metropolitana de Milà. L'any 2004 tenia 28.687 habitants.